# Gema Martín Muñoz
Gema Martín Muñoz (Madrid, 1955) és una sociòloga, arabista i assagista espanyola. Experta en el món àrab, és professora de Sociologia del Món Àrab i Islàmic a la Universitat Autònoma de Madrid des del 1998 i va ser assessora de la Presidència del Govern dos cops durant els mandats de Felipe González i José María Aznar.
És membre de la Fundació Atman, professora visitant a la Universitat Harvard i col·labora en projectes amb la Universitat de la Sorbona. Ha escrit nombrosos articles i assajos a revistes especialitzades i, especialment, al diari El País, sobre Orient Mitjà, l'islam i el conflicte palestí-israelià així com la situació d'Algèria durant el conflicte amb els islamistes
Va participar com a experta en la Comissió d'investigació dels atemptats de l'11 de març de 2004 a Madrid. El 2006 va rebre del Govern d'Egipte, de la mà del president, Hosni Mubarak, la Gran Ordre de les Ciències i de les Arts. Des de juliol de 2006 és directora general de Casa Árabe.

## Obra
- Democracia y derechos humanos en el mundo árabe.
- Mujeres, desarrollo y democracia en el Magreb. Madrid, 1995. Ediciones Fundación Pablo Iglesias.
- El Islam y el Mundo Árabe. Guía didáctica para profesores y formadores. Madrid, 1996. Agencia Española de Cooperación Internacional.
- Islam, Modernism and the West: Cultural and Political Relations at the End of the Millennium. Londres-Nueva York, 1999.
- El Estado Árabe. Crisis de legitimidad y contestación islamista Madrid, 2000.
- Aprender a conocerse. Percepciones sociales y culturales entre España y Marruecos. Madrid, 2001. Fundación Repsol y Fondation Hassan II pour les Marocains Résidant à l'Étranger.
- Irak. Un fracaso de Occidente, 1920-2003.